# Drum național 68
Der Drum național DN 68 (rumänisch für „Nationalstraße 68“, kurz DN68) ist eine Nationalstraße in Rumänien. Sie folgt in ihrem Westteil dem Fluss Bistra, einem Zufluss des Temesch.

## Verlauf
Die Straße zweigt in Caransebeș vom Drum național 6 (Europastraße 70) ab und führt die Bistra aufwärts über Oțelu Roșu (Ferdinandsberg) und den 699 m hohen Pass Poarta de Fier a Transilvaniei und Sarmizegetusa mit der archäologischen Stätte Ulpia Traiana Sarmizegetusa nach Hațeg, wo sie auf den Drum național 66 (Europastraße 79) trifft und an diesem endet.
Die Länge der Straße beträgt rund 70 Kilometer.